# Judith Wiesner
Judith Wiesner (de soltera Pölzl; nacida el 2 de marzo de 1966) es una extenista profesional de Austria. Durante su carrera, ganó cinco títulos individuales de alto nivel y tres títulos de dobles de la gira. Su carrera fue la número 12 del mundo en individuales (en 1997) y la número 29 en dobles (en 1989). En 1996, Wiesner fue cuartos de final tanto en Wimbledon como en el US Open.

## Copa Fed
Wiesner jugó su primer partido con el equipo de la Copa Federación de Austria en 1983, y su último partido en la Copa Federación en 1997. En total, jugó en 14 años diferentes, que es el más jugado por cualquier jugador de Austria. También tiene los récords de la Copa Federación de Austria con más victorias, en individuales con más victorias, más victorias en dobles junto con Barbara Schett y más empates disputados.

## Post-tenis
Inicialmente, Wiesner se dedicó al golf, logrando un hándicap de 2. Fue la capitana del equipo de la Copa Federación de Austria en 2001.  Se casó con Roland Floimair en 2001. Desde 1999 hasta 2004 fue miembro del ayuntamiento de Salzburgo por el Partido Popular Austriaco (ÖVP). También es la embajadora del torneo para el evento Gastein Ladies.